# 地方 (職制)
地方（じかた）とは、室町幕府に置かれていた機関の一つで、京都市中の屋敷地の安堵・訴訟・打渡などを土地に関する行政を扱った。

## 概要
鎌倉幕府には地奉行（じぶぎょう）と呼ばれる役職があり、幕府の本拠地である鎌倉市中の土地に関する行政を取り扱った。当初は政所の職員2名が担当していたが、得宗専制期に入ると1名は得宗被官（御内人）に割り当てられ、得宗の幕府権力掌握の一翼を担った。室町幕府の地方はこの地奉行の系譜に属すると考えられている（地方頭人は「地奉行」とも呼ばれた）が、政所や侍所から自立した機関と位置づけられた。
室町幕府の地方は南北朝時代の文和年間には既に存在しており、1380年代に入って朝廷が平安時代以来置いていた検非違使庁の機能を吸収して京都市中の屋敷地に関する訴訟を全面的に扱うようになった。
地方には奉行人（地方奉行）が置かれていたが、その長は頭人（とうにん）と呼ばれた。頭人は初期には「管領」とも称され、応永年間以降は摂津氏が世襲した。その下に開闔・寄人・雑色・公人などの職員が置かれていた。
地方が管轄する問題が発生した場合、まず頭人あてに訴状が出され、頭人は審理を担当する寄人を定める。寄人は三問三答と呼ばれる当事者への尋問を行った後で地方内談と呼ばれる審理を行い、その判断を頭人もしくは頭人と寄人の連署による奉書によって当事者に通知した。ただし、地方だけで解決できない場合には将軍直属の訴訟機関である御前沙汰が開かれ、その決定を地方頭人が奉書の形で当事者に通知した。また、打渡が必要な場合には公人が派遣されて実際の打渡を行ったほか、侍所に奉書を送付して打渡を要請する場合もあった。ただし、土地からの租税や買得に関する手続に関する業務は政所に属している。
応仁の乱によって地方の業務が不可能になると一時的に機能を停止したが、長享年間までに再興された。だが、幕府の衰退とともにその機能は低下し、大永年間を最後に活動を停止している。最後の頭人とみられる摂津元造が内談衆を兼ねて御前沙汰の一員になったことで、上級審である御前沙汰が下級審である地方の機能を吸収したと考えられる。また、将軍足利義晴が政争によって度々京都を離れ、それに従っていた摂津元造も京都に不在であったことも影響したとみられている。その後、天文年間には細川京兆家が京都市中においてかつての地方の業務を執り行っている。